# Kalligónion
Kalligónion (Kalligoni) är en ort i Grekland.   Den ligger i prefekturen Lefkas och regionen Joniska öarna, i den centrala delen av landet, 280 km väster om huvudstaden Aten. Kalligónion ligger 1 meter över havet och antalet invånare är 197. Den ligger på ön Lefkas.
Terrängen runt Kalligónion är kuperad åt sydost, men åt nordväst är den platt. Havet är nära Kalligónion åt nordost.  Närmaste större samhälle är Lefkáda, 1,5 km norr om Kalligónion. 